# Rudolf Schmid (Politiker, 1888)
Rudolf Schmid (* 7. August 1888 in Baar; † 28. März 1969 ebenda), heimatberechtigt in Baar sowie Neuheim, war ein Schweizer Politiker (KVP).

## Leben
Rudolf Schmid, Sohn des katholisch-konservativen Zuger Regierungsrates Josef Leonz Schmid junior, Maturand am Kollegium Sarnen, wandte sich in der Folge einem Studium der Rechtswissenschaften an den Universitäten Löwen, wo er Mitglied der katholischen Studentenverbindung KAV Lovania Löwen wurde, sowie Zürich, das er 1914 in Zürich mit dem Erwerb des akademischen Grades eines Dr. iur. abschloss. Rudolf Schmid leitete im Anschluss eine Anwaltskanzlei in Baar. Schmid – er war mit der Bankangestellten Berta, der Tochter des Fabrikdirektors Klemenz Hegglin, verheiratet – verstarb 1969 80-jährig in seiner Heimatgemeinde Baar.
Rudolf Schmid – er trat der KVP bei – amtierte von 1915 bis 1918 sowie von 1927 bis 1946 als Gemeinderat in Baar, davon ab 1935 als Gemeindepräsident. In den Jahren 1927 bis 1946 war er im Bürgerrat in der Bürgergemeinde Baar, den er seit 1935 präsidierte, vertreten. Zusätzlich bekleidete er von 1921 bis 1940 das Amt des Oberrichters, von 1928 bis 1936 hatte er Einsitz im Korporationsrat Baar-Dorf. In den Jahren 1931 bis 1942 vertrat er seine Partei im Zuger Kantonsrat, davon im Amtsjahr 1935/36 in der Funktion des Präsidenten. 1941 wurde Rudolf Schmid in der Nachfolge des zurückgetretenen Dr. Alois Müller in den Zuger Regierungsrat gewählt. Schmid, der 1954 ausschied, stand der Regierung im Amtsjahr 1949/50 als Landammann vor. Darüber hinaus gehörte er von 1914 bis 1967 dem Bankrat und von 1919 bis 1965 dem Bankvorstand der Zuger Kantonalbank, davon ab 1954 in der Präsidentenfunktion, an. Schmids politisches Engagement galt insbesondere der regionalen Wirtschaftsentwicklung.

## Schrift
- Stadt und Amt Zug bis 1798: Beitrag zur Kenntnis des ältern Staatsrechts des Kantons Zug, Dissertation, Buchdruckerei A. & P. von Matt, 1915